# Калацький ВТТ
Калацький ВТТ (рос. КАЛАЧЕВСКИЙ ИТЛ, ИТЛ и Строительство Волго-Донского судоходного канала, ИТЛ и Строительство Волго-Донского соединительного канала) — виправно-трудовий табір, основним завданням якого було будівництво та обслуговування Волго-Донського каналу.
Організований 14.01.49 при реорг. ВТТ І БУДІВНИЦТВА Волго-Донського ВОДНОГО ШЛЯХУ;

закритий 29.04.53 (таб. підр. передані в ОВТК УМЮ по Сталінградській обл.)

## Підпорядкування і дислокація
- Головгідробуд МВС з 14.01.49;
- Головгідроволгодонбуд МВС з 05.11.49;
- МВС СРСР з 03.07.52;
- ГУЛАГ МВС з 01.09.52;
- ГУЛАГ МЮ з 02.04.53.

Дислокація: Сталінградська (нині Волгоградська) обл., Калацький р-н, р.п. Калач-на-Дону.

## Історія
Наказом МВС № 0768 від 5 листопада 1949 було утворено Головне управління таборів будівництва Волго-Донського з'єднувального каналу (Головгідроволгодонбуд МВС СРСР). Управління главку перебувало в місті Калач-на-Дону Сталінградської області, а очолив його старший майор держбезпеки Яків Рапопорт.
Спочатку в його відомство входило шість ВТТ, що раніше підпорядковувалися Головгідробуду. Проте в процесі робіт зі складу главку були виведені два табори (Витегорський і Кунєєвський). Будівництво каналу завершували ув'язнені чотирьох ВТТ — Варнавінського, Калацького, Цимлянського і Мартинівського. Якщо на 1 січня 1950 на трасі Волго-Дона в цілому були задіяні 46,2 тисячі табірників, то через рік їх число досягло 86,6 тисячі, а на ту ж дату 1952 року — понад 118 тисяч. А ще в цій «будові комунізму» брали участь не менше 100 тисяч німецьких, угорських, румунських та італійських військовополонених.